# Equipo de Superleague Fórmula de Olympiacos CFP
El Equipo de Superleague Fórmula de Olympiacos CFP es la rama del Olympiacos CFP que compite en la Superleague Fórmula. Lleva disputando esta misma competición desde su inicio.

## Resultados

### 2008

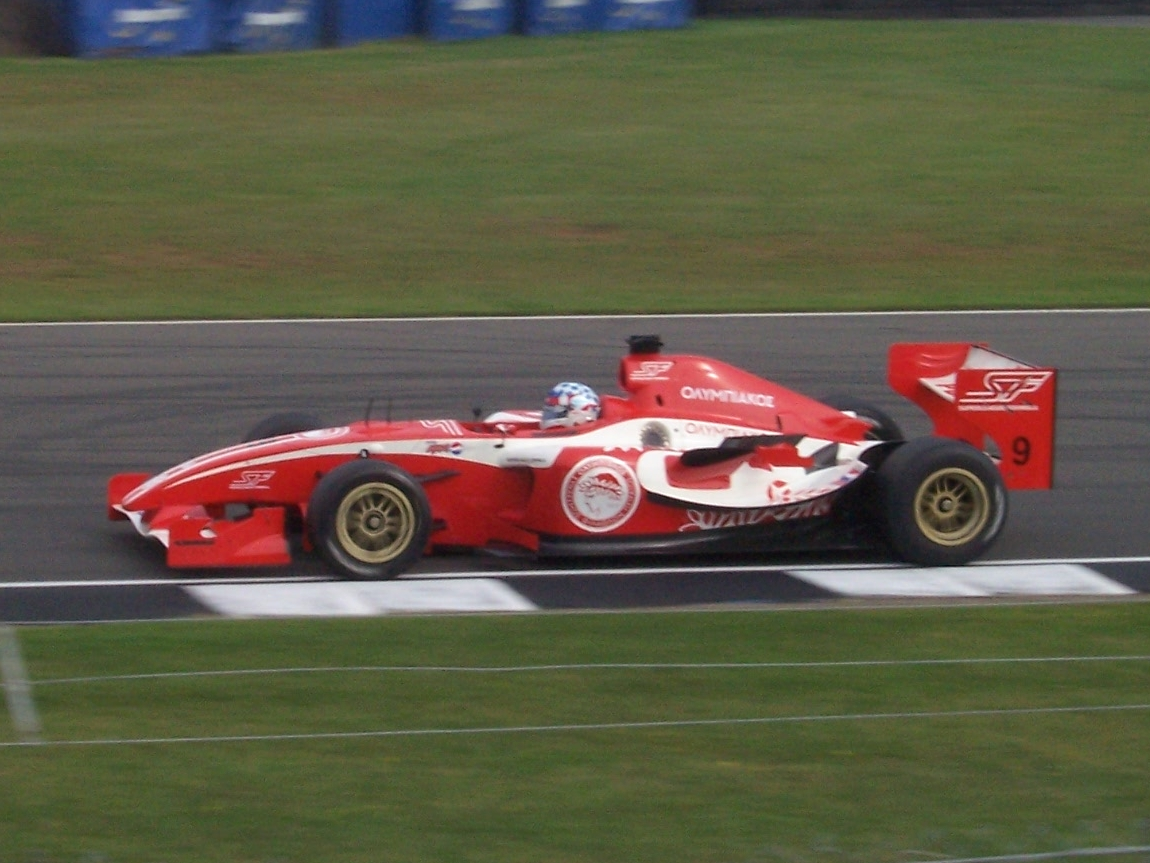
Kasper Andersen

| Equipo                  | Piloto            | 1   | 1   | 2   | 2   | 3   | 3   | 4   | 4   | 5   | 5   | 6   | 6   | Puntos | Posición |
| Equipo                  | Piloto            | DON | DON | NÜR | NÜR | ZOL | ZOL | EST | EST | VAL | VAL | JER | JER | Puntos | Posición |
| ----------------------- | ----------------- | --- | --- | --- | --- | --- | --- | --- | --- | --- | --- | --- | --- | ------ | -------- |
| GU-Racing International | Kasper Andersen   | 12  | 11  | 12  | 15  | 15  | 9   | 10  | 13  |     |     |     |     | 161    | 17.º     |
| GU-Racing International | Stamatis Katsimis |     |     |     |     |     |     |     |     | 13  | 9   | 13  | 16  | 161    | 17.º     |

### 2009
| Equipo                  | Piloto            | 1   | 1   | 1   | 2   | 2   | 2   | 3   | 3   | 3   | 4   | 4   | 4   | 5   | 5   | 5   | 6   | 6   | 6   | Puntos | Posición |
| Equipo                  | Piloto            | MAG | MAG | MAG | ZOL | ZOL | ZOL | DON | DON | DON | EST | EST | EST | MOZ | MOZ | MOZ | JAR | JAR | JAR | Puntos | Posición |
| ----------------------- | ----------------- | --- | --- | --- | --- | --- | --- | --- | --- | --- | --- | --- | --- | --- | --- | --- | --- | --- | --- | ------ | -------- |
| GU-Racing International | Davide Rigon      | 18  | 2   | 6   | 10  | 4   | –   | 17  | 15  | X   |     |     |     |     |     |     |     |     |     | 300    | 6.º      |
| GU-Racing International | Esteban Guerrieri |     |     |     |     |     |     |     |     |     | 1   | 14  | 2   | 2   | 4   | –   | 8   | 10  | X   | 300    | 6.º      |

### 2010
| GU-Racing International | Chris van der Drift | 13 | 2 | 3 | 15 | 1 | X | 3 | 12 | X | 3 | 12 | 1 | 3 | 11 | 1 | 1 | 8 | 2 | 7 | 6 | DN |   |    |   |    |   |   |   |   |   |   |    |   |    |   |   | 653 | 4.º |
| GU-Racing International | Ben Hanley          |    |   |   |    |   |   |   |    |   |   |    |   |   |    |   |   |   |   |   |   |    | 3 | 10 | 3 |    |   |   | 1 | 4 | 5 | 9 | 14 | C | 12 | 8 | X | 653 | 4.º |
| GU-Racing International | Neel Jani           |    |   |   |    |   |   |   |    |   |   |    |   |   |    |   |   |   |   |   |   |    |   |    |   | 14 | 1 | X |   |   |   |   |    |   |    |   |   | 653 | 4.º |

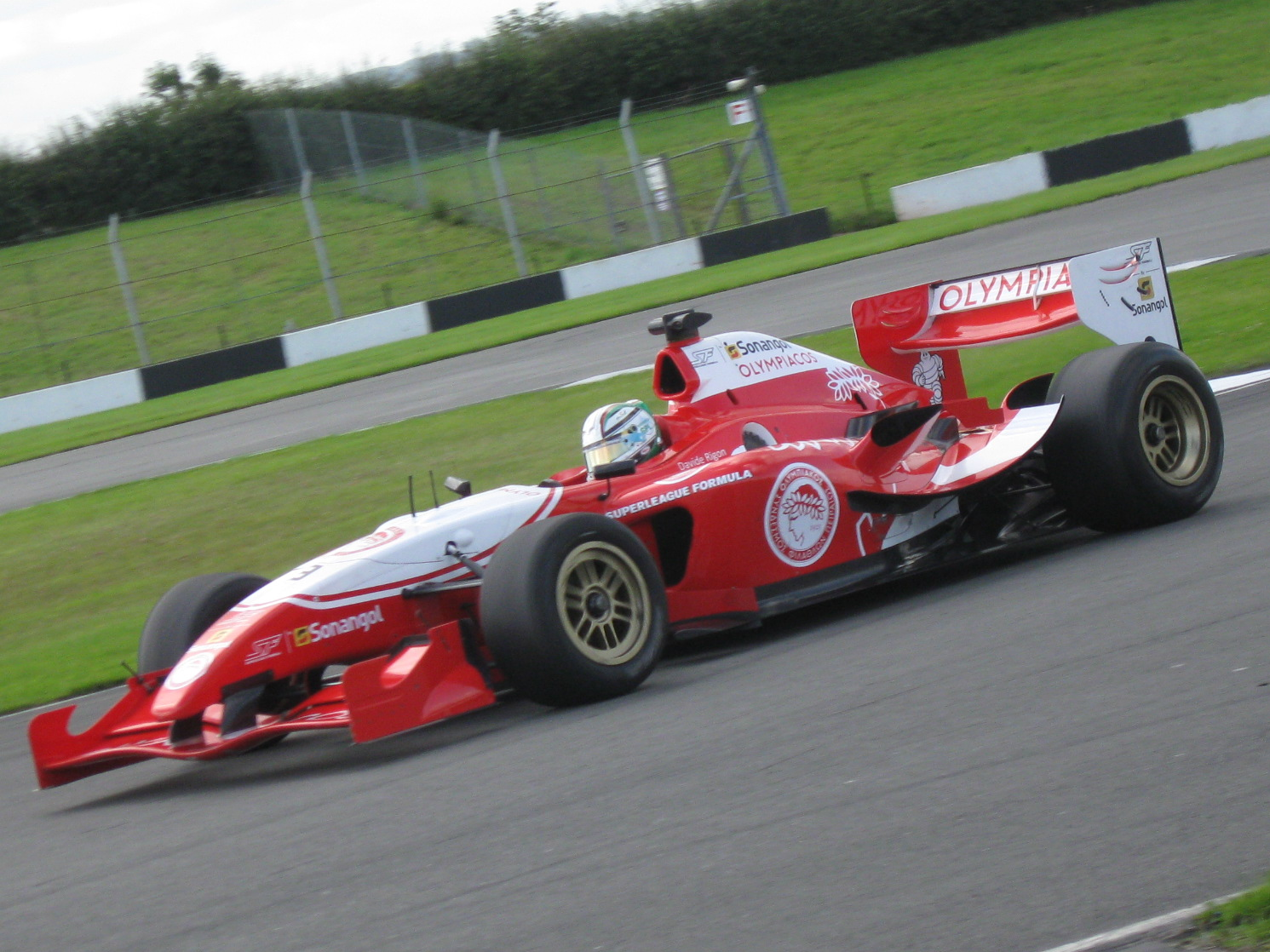
Davide Ringon

Chris van der Drift se clasificó para la Super Final, pero no pudo competir en ella tras sufrir graves daños en una carrera. Esto hizo que le tuvieran que llegar al hospital con un codo roto, dos costillas rotas, un hombro dislocado y dos dedos rotos. Yelmer Buurman corrió en su lugar.

## Referencias

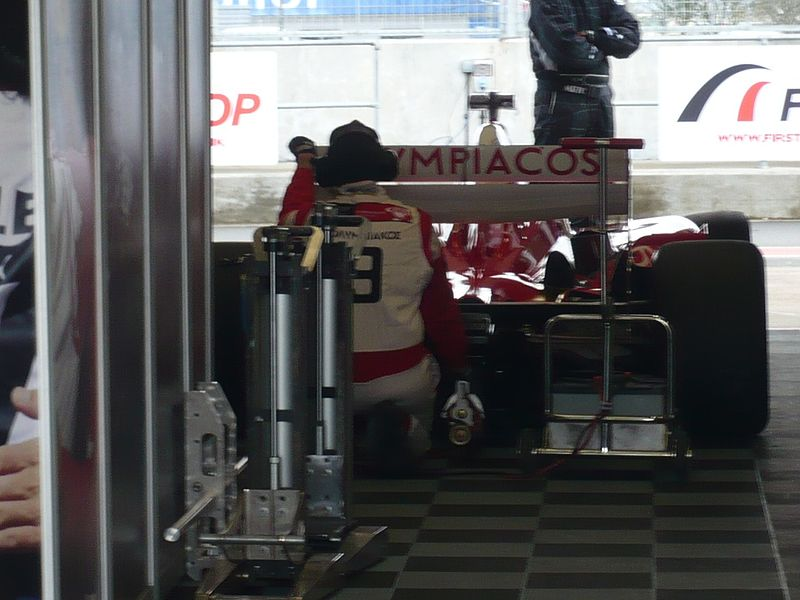
Pit Lane del Olympiacos